# Liga I (2024/2025)
Liga I 2024/2025 (ze względów sponsorskich Superliga) – 19. edycja najwyższej klasy rozgrywkowej piłki nożnej w Rumunii pod tą nazwą, a 107. mistrzowskimi rozgrywkami w ogóle.
Brało w niej udział 16 drużyn, które w okresie od 12 lipca 2024 do maja 2025 rozegrały w dwóch fazach 40 kolejek meczów.
Sezon zakończyły baraże o miejsce w przyszłym sezonie w Liga I oraz Lidze Konferencji Europy UEFA.
FCSB zdobył drugi tytuł z rzędu, a dwudziesty ósmy w swojej historii.

## Drużyny
| Uczestnicy poprzedniej edycji                                                                                 | Uczestnicy poprzedniej edycji | Uczestnicy poprzedniej edycji | Uczestnicy poprzedniej edycji |
| --- | ----------------------------- | ----------------------------- | ----------------------------- |
| FCS | FCSB                          | 1                             |                               |
| CFR | CFR Cluj                      | 2                             |                               |
| UCV | CS Universitatea Craiova      | 3                             |                               |
| FAR | Farul Konstanca               | 4                             |                               |
| SSG | Sepsi Sfântu Gheorghe         | 5                             |                               |
| RAP | Rapid Bukareszt               | 6                             |                               |
| UTA | UTA Arad                      | 7                             |                               |
| OŢE | Oțelul Gałacz                 | 8                             |                               |
| FCH | FC Hermannstadt               | 9                             |                               |
| UCL | Universitatea Kluż-Napoka     | 10                            |                               |
| PET | Petrolul Ploeszti             | 11                            |                               |
| JAS | FC Politehnica Jassy          | 12                            |                               |
| po barażach                                                                                                   |                               |                               |                               |
| DIN | Dinamo Bukareszt              | 13                            |                               |
| BOT | FC Botoșani                   | 14                            |                               |
| Awans z Liga II                                                                                               |                               |                               |                               |
| USL | Unirea Slobozia               | 1                             |                               |
| GBU | Gloria Buzău                  | 4                             |                               |
| Oznaczenia: - kolumna pierwsza – skróty nazw drużyn, - kolumna trzecia – miejsce zajęte w poprzednim sezonie. |                               |                               |                               |

## Faza zasadnicza

### Tabela
| Lp. | Drużyna               | M  | Z  | R  | P  | B+ | B– | +/– | Pkt | Kwalifikacja   |
| --- | --------------------- | -- | -- | -- | -- | -- | -- | --- | --- | -------------- |
| 1   | FCSB                  | 30 | 15 | 11 | 4  | 43 | 24 | +19 | 56  | grupa play-off |
| 2   | CFR 1907 Cluj         | 30 | 14 | 12 | 4  | 56 | 32 | +24 | 54  | grupa play-off |
| 3   | Universitatea Krajowa | 30 | 14 | 10 | 6  | 45 | 28 | +17 | 52  | grupa play-off |
| 4   | Universitatea Kluż    | 30 | 14 | 10 | 6  | 43 | 27 | +16 | 52  | grupa play-off |
| 5   | Dinamo Bukareszt      | 30 | 13 | 12 | 5  | 41 | 26 | +15 | 51  | grupa play-off |
| 6   | Rapid Bukareszt       | 30 | 11 | 13 | 6  | 35 | 26 | +9  | 46  | grupa play-off |
| 7   | Sepsi OSK             | 30 | 11 | 8  | 11 | 38 | 35 | +3  | 41  | grupa play-out |
| 8   | Hermannstadt          | 30 | 11 | 8  | 11 | 34 | 40 | −6  | 41  | grupa play-out |
| 9   | Petrolul Ploeszti     | 30 | 9  | 13 | 8  | 29 | 29 | 0   | 40  | grupa play-out |
| 10  | Farul Konstanca       | 30 | 8  | 11 | 11 | 29 | 38 | −9  | 35  | grupa play-out |
| 11  | UTA Arad              | 30 | 8  | 10 | 12 | 28 | 35 | −7  | 34  | grupa play-out |
| 12  | Oțelul Gałacz         | 30 | 7  | 11 | 12 | 24 | 32 | −8  | 32  | grupa play-out |
| 13  | Politehnica Jassy     | 30 | 8  | 7  | 15 | 29 | 46 | −17 | 31  | grupa play-out |
| 14  | Botoșani              | 30 | 7  | 10 | 13 | 26 | 37 | −11 | 31  | grupa play-out |
| 15  | Unirea Slobozia       | 30 | 7  | 5  | 18 | 28 | 47 | −19 | 26  | grupa play-out |
| 16  | Gloria Buzău          | 30 | 5  | 5  | 20 | 25 | 51 | −26 | 20  | grupa play-out |

1. 1 2  Mecze bezpośrednie, liczba punktów: Universitatea Craiova (4); Universitatea Cluj (1).
2. 1 2  Mecze bezpośrednie, różnica bramek : Sepsi (+3); Hermannstadt (-3).
3. 1 2  Mecze bezpośrednie, liczba punktów: Politehnica Iași (4); Botoșani (1).

### Wyniki
| Gospodarz \ Gość      | SPS | PET | CFR | UTA | HER | FCS | FAR | BOT | OTE | UNS | UCJ | UCV | RAP | DIN | GLO | IAS |
| --------------------- | --- | --- | --- | --- | --- | --- | --- | --- | --- | --- | --- | --- | --- | --- | --- | --- |
| Sepsi OSK             |     | 1–1 | 1–1 | 1–0 | 2–3 | 0–1 | 1–0 | 3–0 | 2–0 | 0–1 | 0–0 | 1–2 | 2–0 | 1–1 | 2–0 | 1–0 |
| Petrolul Ploeszti     | 1–0 |     | 0–0 | 0–1 | 4–1 | 0–0 | 1–1 | 3–1 | 0–0 | 2–1 | 0–0 | 1–1 | 1–0 | 0–1 | 0–0 | 3–1 |
| CFR 1907 Cluj         | 3–3 | 2–0 |     | 1–3 | 1–0 | 2–2 | 3–1 | 3–0 | 3–2 | 3–0 | 2–3 | 0–2 | 1–1 | 3–2 | 6–0 | 2–1 |
| UTA Arad              | 1–2 | 3–1 | 1–4 |     | 1–1 | 0–1 | 1–1 | 2–0 | 1–1 | 3–4 | 0–0 | 1–2 | 1–1 | 0–2 | 1–0 | 0–0 |
| Hermannstadt          | 0–4 | 1–1 | 0–0 | 0–0 |     | 2–0 | 0–0 | 2–1 | 1–0 | 1–1 | 2–1 | 0–0 | 1–0 | 0–2 | 2–1 | 6–2 |
| FCSB                  | 3–0 | 1–1 | 1–1 | 2–0 | 1–1 |     | 3–2 | 2–1 | 0–2 | 3–0 | 1–1 | 1–0 | 0–0 | 2–1 | 3–2 | 0–1 |
| Farul Konstanca       | 2–1 | 2–1 | 0–3 | 1–1 | 3–2 | 1–1 |     | 0–1 | 0–1 | 0–1 | 1–1 | 3–2 | 1–3 | 1–1 | 1–0 | 2–0 |
| Botoșani              | 0–0 | 0–2 | 1–1 | 1–0 | 1–2 | 1–0 | 0–0 |     | 2–3 | 1–0 | 1–2 | 2–2 | 2–0 | 1–1 | 3–3 | 1–1 |
| Oțelul Gałacz         | 2–0 | 0–0 | 0–1 | 1–1 | 1–0 | 1–4 | 0–0 | 0–0 |     | 0–2 | 0–1 | 1–1 | 1–1 | 1–1 | 2–1 | 2–3 |
| Unirea Slobozia       | 3–2 | 1–2 | 1–1 | 0–1 | 1–2 | 2–2 | 0–1 | 1–0 | 0–1 |     | 2–2 | 0–1 | 1–2 | 1–3 | 2–1 | 0–0 |
| Universitatea Kluż    | 3–0 | 4–1 | 3–2 | 0–1 | 3–1 | 1–2 | 1–1 | 0–1 | 2–0 | 3–2 |     | 1–1 | 2–1 | 1–0 | 2–1 | 2–2 |
| Universitatea Krajowa | 2–1 | 0–0 | 0–2 | 4–2 | 3–1 | 1–1 | 1–0 | 0–0 | 2–1 | 3–0 | 1–0 |     | 1–1 | 1–1 | 5–1 | 4–1 |
| Rapid Bukareszt       | 2–2 | 1–1 | 2–2 | 2–0 | 1–0 | 0–0 | 5–0 | 1–0 | 0–0 | 2–1 | 0–2 | 1–0 |     | 1–1 | 2–0 | 2–1 |
| Dinamo Bukareszt      | 1–1 | 4–1 | 1–1 | 1–0 | 2–0 | 0–2 | 0–2 | 2–2 | 1–0 | 1–0 | 0–0 | 2–1 | 0–0 |     | 4–1 | 2–0 |
| Gloria Buzău          | 1–2 | 0–1 | 0–1 | 1–1 | 3–0 | 0–2 | 1–0 | 0–2 | 0–0 | 3–0 | 0–2 | 0–2 | 1–1 | 0–1 |     | 2–0 |
| Politehnica Jassy     | 1–2 | 1–0 | 1–1 | 0–1 | 0–2 | 0–2 | 2–2 | 1–0 | 2–1 | 1–0 | 1–0 | 2–0 | 1–2 | 2–2 | 1–2 |     |

## Faza finałowa

### Grupa play-off
| Lp. | Drużyna               | M  | Z | R | P | B+ | B– | +/– | Pkt | Kwalifikacja lub spadek                         |     | FCS | CFR | UCV | UCJ | RAP | DIN |
| --- | --------------------- | -- | - | - | - | -- | -- | --- | --- | ----------------------------------------------- | --- | --- | --- | --- | --- | --- | --- |
| 1   | FCSB (M)              | 10 | 7 | 3 | 0 | 18 | 9  | +9  | 52  | Liga Mistrzów UEFA • I runda kwalifikacyjna     |     |     | 3–2 | 1–0 | 1–0 | 3–3 | 3–1 |
| 2   | CFR 1907 Cluj (P)     | 10 | 4 | 4 | 2 | 17 | 11 | +6  | 43  | Liga Europy UEFA • I runda kwalifikacyjna       |     | 1–1 |     | 2–0 | 1–0 | 1–1 | 3–1 |
| 3   | Universitatea Krajowa | 10 | 4 | 2 | 4 | 13 | 11 | +2  | 40  | Liga Konferencji UEFA • II runda kwalifikacyjna |     | 0–0 | 2–2 |     | 3–0 | 1–2 | 2–1 |
| 4   | Universitatea Kluż    | 10 | 4 | 1 | 5 | 12 | 15 | −3  | 39  | Liga Konferencji UEFA • II runda kwalifikacyjna |     | 0–2 | 1–0 | 2–1 |     | 2–2 | 2–4 |
| 5   | Rapid Bukareszt       | 10 | 2 | 4 | 4 | 12 | 17 | −5  | 33  |                                                 |     | 1–2 | 1–4 | 1–2 | 0–2 |     | 1–0 |
| 6   | Dinamo Bukareszt      | 10 | 1 | 2 | 7 | 10 | 19 | −9  | 31  |                                                 | 1–2 | 1–1 | 0–2 | 1–3 | 0–0 |     |     |

### Grupa play-out
| Lp. | Drużyna                  | M | Z | R | P | B+ | B– | +/– | Pkt | Kwalifikacja lub spadek |     | HER | OTE | PET | UTA | FAR | BOT | IAS | UNS | SPS | GLO |
| --- | ------------------------ | - | - | - | - | -- | -- | --- | --- | ----------------------- | --- | --- | --- | --- | --- | --- | --- | --- | --- | --- | --- |
| 7   | Hermannstadt             | 9 | 4 | 3 | 2 | 12 | 8  | +4  | 36  | [ i ]                   |     |     |     | 1–1 | 3–0 |     |     | 1–0 | 1–1 |     | 0–2 |
| 8   | Oțelul Gałacz            | 9 | 6 | 1 | 2 | 13 | 5  | +8  | 35  | [ i ]                   |     | 1–2 |     |     |     | 0–0 |     | 1–0 | 2–0 |     |     |
| 9   | Petrolul Ploeszti        | 9 | 3 | 2 | 4 | 10 | 10 | 0   | 31  | [ i ]                   |     |     | 1–3 |     |     | 0–1 | 0–2 |     |     | 2–1 | 4–0 |
| 10  | UTA Arad                 | 9 | 4 | 2 | 3 | 9  | 11 | −2  | 31  | [ i ]                   |     |     | 2–0 | 2–0 |     |     | 1–0 | 0–4 |     | 1–1 | 0–0 |
| 11  | Farul Konstanca          | 9 | 3 | 4 | 2 | 12 | 9  | +3  | 31  |                         |     | 1–1 |     |     | 1–2 |     |     | 0–0 | 1–1 |     | 1–0 |
| 12  | Botoșani                 | 9 | 4 | 1 | 4 | 11 | 12 | −1  | 29  |                         | 2–1 | 0–1 |     |     | 4–3 |     |     | 1–1 |     |     |     |
| 13  | Politehnica Jassy (B, S) | 9 | 3 | 3 | 3 | 9  | 5  | +4  | 28  | baraż o Liga I          |     |     |     | 0–2 | 4–0 |     | 3–0 |     |     | 0–0 |     |
| 14  | Unirea Slobozia (B, O)   | 9 | 3 | 5 | 1 | 11 | 8  | +3  | 27  | baraż o Liga I          |     |     |     | 0–0 | 2–1 |     |     | 1–1 |     | 2–1 |     |
| 15  | Sepsi OSK (S)            | 9 | 1 | 2 | 6 | 7  | 16 | −9  | 26  | spadek do Liga II       |     | 0–2 | 0–3 |     |     | 1–4 | 2–0 |     |     |     | 1–2 |
| 16  | Gloria Buzău (S)         | 9 | 2 | 1 | 6 | 4  | 14 | −10 | 17  | spadek do Liga II       |     |     | 0–2 |     |     |     | 0–2 | 0–1 | 0–3 |     |     |

1. ↑  ⇒ Miejsca zajmowane w tych play-offach mogą ulec zmianie. W play-offach mogą wziąć udział wyłącznie drużyny kwalifikujące się i zajmujące cztery pierwsze miejsca w rankingu. Jeżeli tylko jedna kwalifikująca się drużyna znajdzie się w pierwszej czwórce, kwalifikuje się ona bezpośrednio do drugiej fazy play-off. Jeżeli żadna z uprawnionych drużyn nie znajdzie się w pierwszej czwórce, baraż nie odbędzie się, a drużyna biorąca udział w barażu automatycznie zakwalifikuje się do europejskich rozgrywek.

⇒ Botoșani, Gloria Buzău, Hermannstadt, Oțelul Galați, Petrolul Ploiești, Politehnica Iași, Unirea Slobozia i UTA Arad nie otrzymały europejskiej licencji na zawody europejskie. W rezultacie nie mogą uczestniczyć w kolejnym sezonie żadnych europejskich rozgrywek, nawet jeśli uzyskają to prawo dzięki zajęciu miejsca w krajowej lidze[10].

## Baraż o Liga I
Metaloglobus Bukareszt piąta drużyna Liga II wygrała 2-1 dwumecz z Politehnica Jassy o miejsce w Liga I na sezon 2025/2026.
| 25 maja 2025 | Politehnica Jassy      | 1:1   | Metaloglobus Bukareszt |                                                             |
| 14:00 CEST   | Ștefan Ștefanovici 12' | (1:0) | 86' Dragoș Huiban      | Stadion im. Emila Alexandrescu, Jassy Sędzia: Istvan Kovacs |

| 1 czerwca 2025 | Metaloglobus Bukareszt | 1:0   | Politehnica Jassy |                                                      |
| 20:00 CEST     | Dragoș Huiban 85'      | (0:0) |                   | Stadionul Clinceni, Clinceni Sędzia: Adrian Cojocaru |

Unirea Slobozia wygrała w karnych dwumecz z Voluntari czwartą drużyną Liga II o miejsce w Liga I na sezon 2025/2026.
| 26 maja 2025 | Voluntari                            | 2:1   | Unirea Slobozia  |                                                                         |
| 19:00 CEST   | Ionuț Andreș 21' · Marvin Schieb 86' | (1:1) | 32' Jakub Vojtus | Stadionul Anghel Iordănescu, Voluntari Widzów: 300 Sędzia: Marian Barbu |

| 2 czerwca 2025 | Unirea Slobozia                                                                       | 1:0 k. 4:3              | Voluntari                                                                     |                                                                  |
| 19:00 CEST     | Bachana Arabuli 41'                                                                   | (1:0, 1:0, 1:0, k. 4:3) |                                                                               | Stadionul Clinceni, Clinceni Widzów: 1000 Sędzia: Horațiu Feșnic |
| 19:00 CEST     | · Jakub Vojtus · Bachana Arabuli · Ovidiu Perianu · Cristian Bărbuţ · Constantin Toma | Rzuty karne             | · Andrei Dumiter · Ionuț Panțîru · Nicolae Carnat · Radu Crișan · Remus Guțea | Stadionul Clinceni, Clinceni Widzów: 1000 Sędzia: Horațiu Feșnic |

## Najlepsi strzelcy
| Bramki | Strzelcy          | Drużyna               |
| ------ | ----------------- | --------------------- |
| 23     | Louis Munteanu    | CFR 1907 Cluj         |
| 19     | Alexandru Mitriță | Universitatea Krajowa |
| 16     | Daniel Bîrligea   | FCSB                  |
| 14     | Astrit Selmani    | Dinamo Bukareszt      |
| 13     | Ianis Stoica      | Hermannstadt          |
| 12     | Vladislav Blănuță | Universitatea Kluż    |
| 11     | Ștefan Baiaram    | Universitatea Krajowa |
| 11     | Dan Nistor        | Universitatea Kluż    |
| 10     | Gheorghe Grozav   | Petrolul Ploeszti     |
| 9      | Denis Alibec      | Farul Konstanca       |
| 9      | Meriton Korenica  | CFR 1907 Cluj         |
| 9      | Mamadou Thiam     | Universitatea Kluż    |
| 8      | Mohammed Kamara   | CFR 1907 Cluj         |
| 8      | Darius Olaru      | FCSB                  |
| 8      | Claudiu Petrila   | Rapid Bukareszt       |
| 8      | Dmytro Pospiełow  | Unirea Slobozia       |
| 8      | Alexandru Tudorie | Petrolul Ploeszti     |

Źródło: .

## Stadiony
| Botoșani        |
| --------------- |
| Stadion Miejski |
| 7 782           |
|                 |

| CFR 1907 Cluj                 |
| ----------------------------- |
| Stadion Constantina Rădulescu |
| 22 198                        |
|                               |

| Dinamo Bukareszt |
| ---------------- |
| Arcul de Triumf  |
| 8 207            |
|                  |

| Farul Konstanca  |
| ---------------- |
| Stadion Viitorul |
| 4 554            |
|                  |

| FCSB           |
| -------------- |
| Arena Narodowa |
| 55 634         |
|                |

| Hermannstadt              |
| ------------------------- |
| Stadion Miejski w Sybinie |
| 13 013                    |
|                           |

| Gloria Buzău    |
| --------------- |
| Stadion Miejski |
| 12 321          |
|                 |

| Oțelul Gałacz  |
| -------------- |
| Stadion Oțelul |
| 13 500         |
|                |

| Petrolul Ploeszti |
| ----------------- |
| Stadion Ilie Oană |
| 15 073            |
|                   |

| FC Politehnica Jassy       |
| -------------------------- |
| Stadion Emila Alexandrescu |
| 11 390                     |
|                            |

| Rapid Bukareszt        |
| ---------------------- |
| Stadion Rapid-Giulești |
| 14 047                 |
|                        |

| Sepsi OSK           |
| ------------------- |
| Stadion Sepsi Arena |
| 8 400               |
|                     |

| Unirea Slobozia    |
| ------------------ |
| Stadionul Clinceni |
| 4 502              |
|                    |

| Universitatea Kluż |
| ------------------ |
| Cluj Arena         |
| 30 201             |
|                    |

| Universitatea Krajowa  |
| ---------------------- |
| Stadion Iona Oblemenki |
| 30 929                 |
|                        |

| UTA Arad                    |
| --------------------------- |
| Stadion Francisc von Neuman |
| 12 700                      |
|                             |

Źródło: ..